# Lincoln megye (Dél-Dakota)
Lincoln megye az Amerikai Egyesült Államokban, azon belül Dél-Dakota államban található. Megyeszékhelye Canton, legnagyobb városa Sioux Falls. Lakosainak száma 65 161 fő (2020. április 1.). Lincoln megye Minnehaha, Lyon, Sioux, Union, Clay és Turner megyékkel határos.

## Népesség
A megye népességének változása:
| Lakosok száma | 45 179 | 46 618 | 48 286 | 49 858 | 52 849 | 65 161 |
|               | 2010   | 2011   | 2012   | 2013   | 2015   | 2020   |